# El jardí dels set crepuscles
El jardí dels set crepuscles és una novel·la de Miquel de Palol publicada l'any 1989. L'obra, que consta de tres volums, Frixus el boig, Googol i La joia retrobada, apareix després del fracàs de les utopies als anys seixanta i busca anunciar la creació d'un nou ordre social. Amb aquesta obra, Palol comença una època de creació narrativa que combina el relat fantàstic i llegendari i l'especulació filosòfica. Aquesta novel·la, la primera en català de l'autor barceloní, va merèixer una gran part dels premis que s'atorguen en llengua catalana: el Premi Crexells, el Premi Crítica Serra d'Or, el Premio Nacional de la Crítica i el Premi Nacional de Literatura de la Generalitat de Catalunya.

## Argument
En el pròleg de la novel·la, escrit amb una clara intenció paròdica, un investigador del futur treballa amb un manuscrit trobat que data del segle xxi, l'anomenat Manuscrit del Palau de la Muntanya (l'autor juga així amb els seus propis cognoms: Palol i Muntanyola). El text descriu els discursos d'un grup de persones que es reuneixen en un refugi de muntanya per escapar-se d'una nova guerra mundial. El text és redactat en primera persona per un jove que ha estat designat com un dels escoltadors del refugi: són els responsables d'escoltar els relats explicats pels hostes.
Una guerra nuclear assetja la societat, fruit de la disputa per la possessió d'una joia de valor i poders incalculables. L'origen de la crisi econòmica, política i cultural que ha portat a aquesta guerra es troba en la pèrdua d'aquesta misteriosa joia, capaç de donar a qui la posseeixi la capacitat de dominar el món. Un grup de persones provinents de les elits culturals i polítiques, els escollits per governar el país després de la guerra, es refugia al Palau de la Muntanya, un refugi nuclear situat en una serralada que podria molt ben ser els Pirineus, els Alps o a l'Himàlaia. El lloc és, originàriament, una reserva cultural on s'apleguen obres d'art i tecnologies del passat. Per fora és un edifici imponent, situat en un roquissar, però amb l'interior molt refinat i luxós. Al centre de l'edifici s'hi troba una sala immensa que conté un telescopi i una gran cúpula. Cada tarda, els hostes es reuneixen en aquesta sala –l'Avalon– per intentar seguir el camí que va fer la joia fins que es va perdre i per intentar trobar la manera per recuperar-la. Al llarg de sis jornades, set narradors –Rodin, Gertrudis, Ficinus, Carter, Kolinski, Casanova i Súarez– donaran la seva pròpia versió dels fets. Els personatges expliquen la història de com la Banca Mir va aconseguir la joia i després aquesta banca va passar a mans de la família Cros. Se'ns narra el conflicte d'interessos al voltant de la banca i de la joia per acabar explicant com la van robar. Cap d'aquests set personatges sembla explicar la realitat dels fets, ja que sovint es mostren contradiccions entre les diferents narracions. Els escoltadors aprendran a qüestionar-se les diferents versions dels fets, a interpretar-les i a formular hipòtesis amb la finalitat de poder descobrir la realitat dels esdeveniments. L'autor del manuscrit i un altre dels escoltadors, Simon, comprenen finalment que no és gràcies a recomanacions familiars que es troben al refugi: tots dos estan destinats a ajudar en la recerca de la joia. Així és com, en la setena jornada, el narrador s'haurà d'endinsar tot sol en un camí iniciàtic per trobar la solució dels enigmes. Aquesta recerca el porta al Jardí dels Set Crepuscles, un temple astronòmic al capdamunt del Palau de la Muntanya que conté un missatge clau per a la humanitat del futur.